# Vazhapadi
Vazhapadi (o Valapady) è una suddivisione dell'India, classificata come town panchayat, di 16.121 abitanti, situata nel distretto di Salem, nello stato federato del Tamil Nadu. In base al numero di abitanti la città rientra nella classe IV (da 10.000 a 19.999 persone).

## Geografia fisica
La città è situata a 11° 41' 29 N e 78° 24' 29 E.

## Società

### Evoluzione demografica
Al censimento del 2001 la popolazione di Vazhapadi assommava a 16.121 persone, delle quali 8.137 maschi e 7.984 femmine. I bambini di età inferiore o uguale ai sei anni assommavano a 1.864, dei quali 953 maschi e 911 femmine. Infine, coloro che erano in grado di saper almeno leggere e scrivere erano 10.287, dei quali 5.773 maschi e 4.514 femmine.